# Clypastraea brunnea
Clypastraea brunnea is een keversoort uit de familie molmkogeltjes (Corylophidae). De wetenschappelijke naam van de soort werd in 1863 gepubliceerd door Charles Nicolas François Brisout de Barneville.